# Hobby–Rices sats
Inom matematiken är Hobby–Rices sats ett resultat som är användbart då man undersöker existensen av vissa lösningar. Satsen bevisades 1965 av Charles R. Hobby och John R. Rice. Ett enklare bevis gavs 1976 av A. Pinkus.

## Satsen
Om
{\displaystyle g_{1},\dotsc ,g_{k}\colon [0,1]\longrightarrow \mathbb {R} }
är givna kontinuerligt integrerbara funktioner finns det konstanter
{\displaystyle 0=z_{0}<z_{1}<\dotsb <z_{k}<z_{k+1}=1}
och
{\displaystyle \delta _{1},\dotsc ,\delta _{k+1}\in \left\{+1,-1\right\}}
sådant att
{\displaystyle \sum _{i=1}^{k+1}\delta _{i}\!\int _{z_{i-1}}^{z_{i}}g_{j}(z)\,dz=0{\text{ för }}1\leq j\leq k.}